# ロトカ・ヴォルテラの方程式

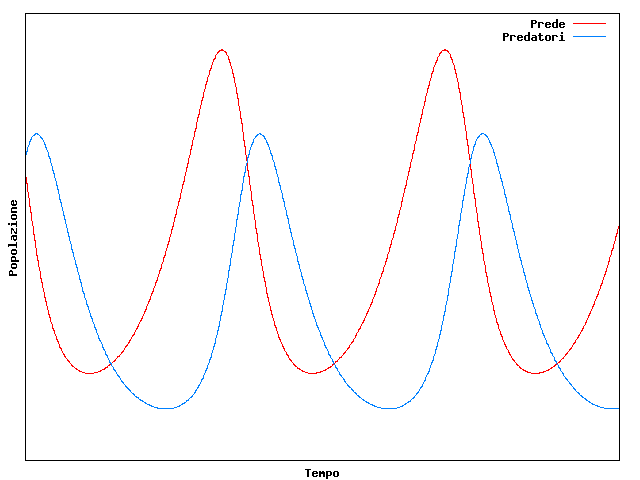
ロトカ・ヴォルテラ方程式の解の一例。縦軸は個体数、横軸は時間。捕食者（Predatori、青）と被食者（Prede、赤）の個体数変動の位相は一般にずれており、捕食者が増加すると、急速に被食者が減少し、さらに捕食者が減少する、という時間変化を示す。

ロトカ・ヴォルテラの方程式（ロトカ・ヴォルテラのほうていしき、英語: Lotka-Volterra equations）とは、生物の捕食-被食関係による個体数の変動を表現する数理モデルの一種。2種の個体群が存在し、片方が捕食者、もう片方が被食者のとき、それぞれの個体数増殖速度を二元連立非線形常微分方程式系で表現する。ロトカ・ヴォルテラの捕食式やロトカ・ヴォルテラ捕食系、ロトカ-ヴォルテラの捕食者-被食者モデルなどとも呼ばれる。
具体的には以下の方程式で表される。
{\displaystyle {\begin{aligned}{\frac {dx}{dt}}&=ax-bxy,\\{\frac {dy}{dt}}&=cxy-dy.\end{aligned}}}
ここで x は被食者の個体数、 y は捕食者の個体数、t は時間をあらわし、4つの係数 a, b, c, d は正の実数のパラメータである。
被食者と捕食者の個体数変動パターンの一つの例として、被食者が自然増殖して増えていくとそれを餌とする捕食者も増殖し、捕食者が増殖したことによって被食頻度が増えて被食者が減少し、被食者が減少したことによってそれを餌とする捕食者も減少し、捕食者が減少したことによって被食者の自然増殖数が被食頻度を上回って被食者が増え、そして最初に戻り…、このような形で被食者と捕食者が交互に増減し続けることが考えられる。ロトカ・ヴォルテラの方程式は、このような個体数の周期的な増減の様子を示すことができる簡素で基礎的なモデルとなっている。
名称は、この方程式をそれぞれ独立発案したアメリカの数学者アルフレッド・ロトカとイタリアの数学者ヴィト・ヴォルテラに由来する。ロトカは1910年に化学物質濃度の変動を説明するために、ヴォルテラは1926年にアドリア海の魚数の変動を説明するために発案した。

## 式の導出と前提条件

### 被食者の増殖速度
モデルの連立方程式内の
{\displaystyle {\frac {dx}{dt}}=ax-bxy}

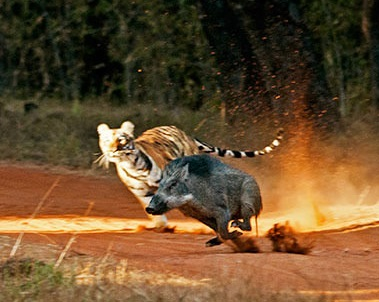
トラから逃げるイノシシ

は被食者の個体数増殖速度 dx/dt を表している。上記の式は、以下のような生態学的な前提条件から導出される。
まず、捕食者が存在しない場合を仮定すると、被食者の個体数 x は順調に自然増していくと考えられる。この自然増は、マルサスモデルのようにその個体数に比例して増殖速度が増え、制限なく指数関数的に増殖すると仮定する。すなわち、被食者にとっての餌は不足することなく十分あるような環境にあると仮定する。これを表しているのが、右辺第一項 ax である。
しかし、捕食者が存在する場合、被食者の個体数は捕食によって減少し、捕食者の存在は被食者増殖速度を抑制する効果を持つ。よって、捕食者数 y に比例して被食者増殖速度 dx/dt が減少すると仮定できる。またさらに、捕食者がランダムに被食者を探索しているとすれば、被食者個体数が多いほど出会う割合が高まると考えられる。よって、被食者増殖速度は被食者個体数にも比例して減少すると仮定できる。これを表しているのが、右辺第二項 −bxy である。このような、それぞれの個体数の単純な積で個体数増殖速度への影響を表すことを、質量作用の法則や質量作用の仮定と呼ぶ。ロトカ・ヴォルテラの方程式は、この原則を基礎としている。

### 捕食者の増殖速度
捕食者の個体数増殖速度 dy/dt は
{\displaystyle {\frac {dy}{dt}}=cxy-dy}

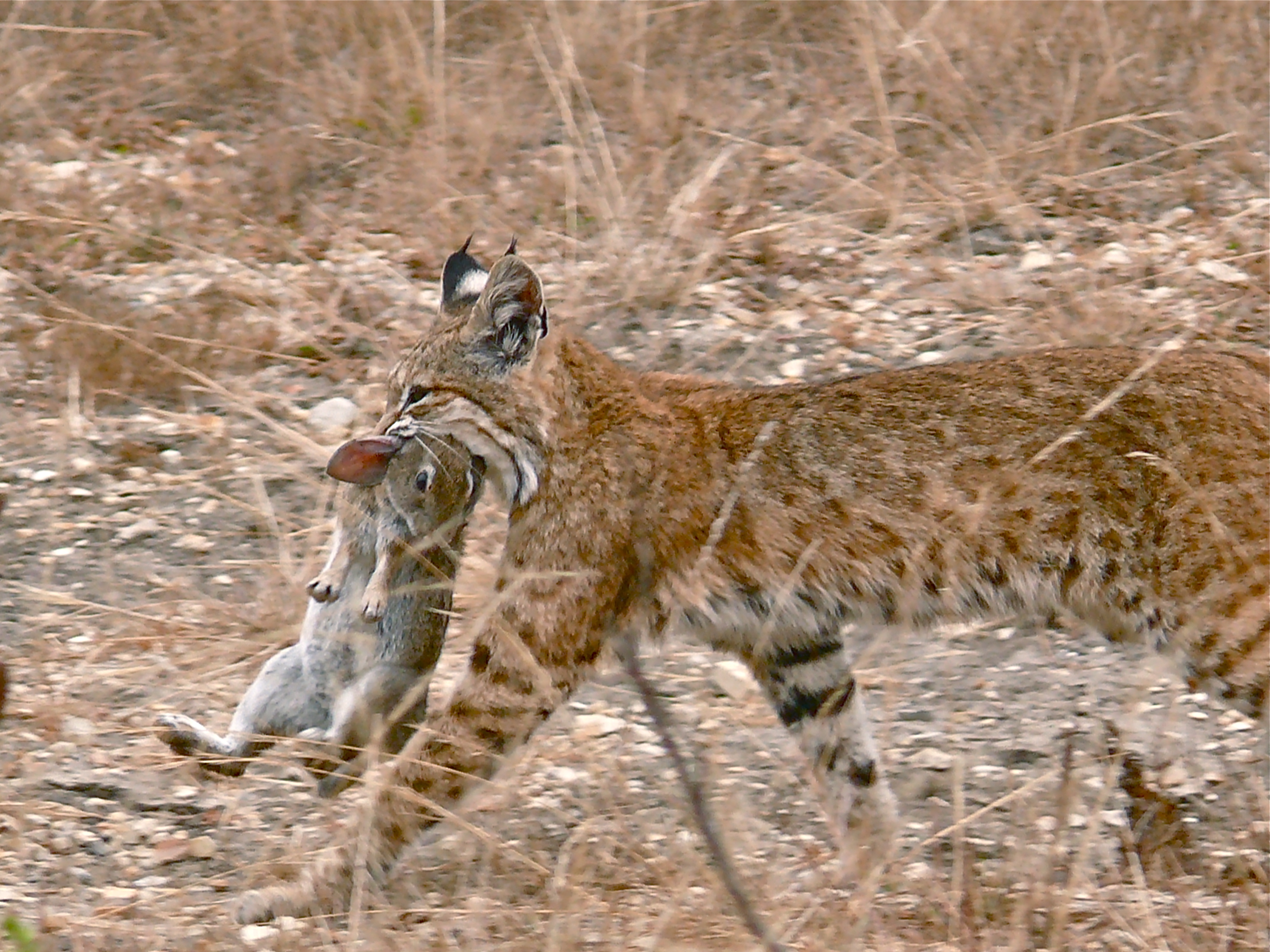
ウサギを捕食するボブキャット

と表される。上記の式は、以下のような生態学的な前提条件から導出される。
まず、被食者が存在しない場合を考える。被食者にとっての餌はこの方程式系に現れる変数とは別に常に十分あると仮定したが、捕食者にとっての餌は被食者のみとする。よって、被食者が存在しないことは食糧が尽きたことと同じであり、捕食者の死亡率は出産率を上回り、捕食者の個体数 y は減少の一途を辿ることになる。この減少の仕方も、被食者の自然増のように個体数が多ければ多いほど減少速度が大きくなる、すなわち個体数 y に減少速度 dy/dt が比例すると仮定する。これを表しているのが、右辺第二項 −dy である。
そして、捕食者が増える速度は、捕食に成功した回数に比例すると考えられる。捕食による被食者減少速度が −bxy と仮定されたように、捕食による捕食者増殖速度も同じ理屈から被食者数 x と捕食者数 y に比例するといえる。これを表しているのが、右辺第一項 cxy である。

## 個体数の振る舞い
このロトカ・ヴォルテラ方程式を解析的に解いて x と y の t に関する明示的な解を得ることはできない。しかし、以下のような解の挙動を分析し、それぞれの個体数がどのように振る舞うかを知ることができる。

### 平衡点

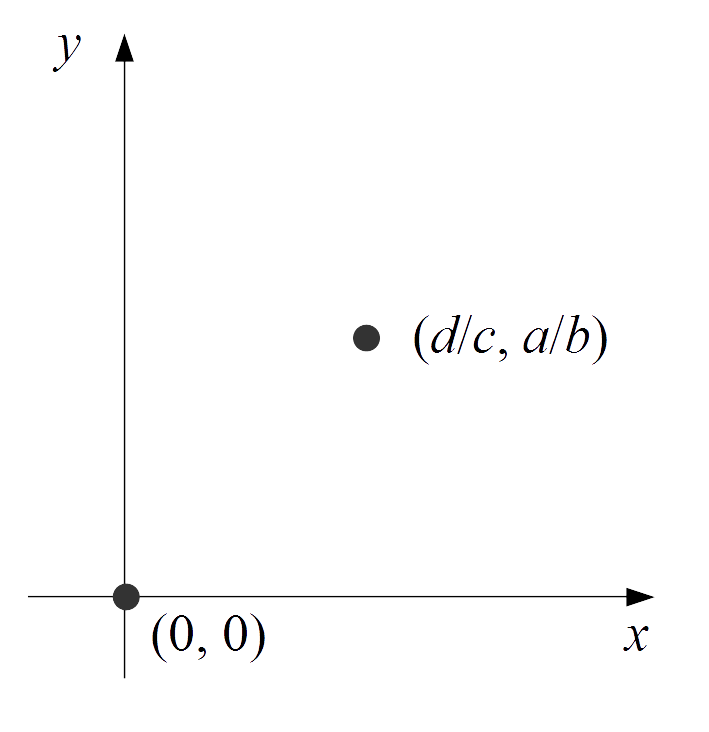
ロトカ・ヴォルテラ方程式における2つの平衡点

どのようなときに、個体数 x, y が増えも減りもしない、つまり時間 t の経過によらず変化しない状態になるかについて考える。これは、方程式の dx/dt と dy/dt がともに 0 ということなので、次式が得られる。
{\displaystyle x(a-by)=0}
{\displaystyle y(cx-d)=0}
この式を満たす x, y の組合せは、次の2組である。
{\displaystyle (x=0,\quad y=0)}
{\displaystyle \left(x={\frac {d}{c}},\quad y={\frac {a}{b}}\right)}
x, y がこれら2組の値をとるとき、その x, y の値は時間によらず一定となる。このような点を平衡点と呼ぶ。平衡点 (0, 0) は、捕食者も被食者も全滅してしまった状態である。一方、平衡点 (d/c, a/b) では、捕食者・被食者ともにある個体数で共存する状態となっている。
これらの平衡点から x, y の状態点がわずかにずれて与えられるときに、状態点が時間にともなって平衡点に収束するのか、それとも離れていくのかを特徴づける安定性は、次のように判別できる。2次以上の項が無視できるほどズレが小さいとすれば、平衡点 (0, 0) 近傍で系は次のように表すことができる。
{\displaystyle {\frac {dx}{dt}}=ax}
{\displaystyle {\frac {dy}{dt}}=-dy}
これを行列表記すると、
{\displaystyle {\begin{pmatrix}{\frac {dx}{dt}}\\{\frac {dy}{dt}}\end{pmatrix}}={\begin{pmatrix}a&0\\0&-d\end{pmatrix}}{\begin{pmatrix}x\\y\end{pmatrix}}}
となる。
{\displaystyle A={\begin{pmatrix}a&0\\0&-d\end{pmatrix}}}
と置いたとき、A の固有値は a と −d となり、正と負の固有値をもつので、平衡点 (0, 0) は鞍点となっている。また、少なくとも1つの固有値は正なので、指数関数的にズレが増加する不安定な平衡点である。
平衡点 (d/c, a/b) についても同様に、 平衡点近傍で系を次のように表すことができる。
{\displaystyle {\begin{pmatrix}{\frac {dx}{dt}}\\{\frac {dy}{dt}}\end{pmatrix}}={\begin{pmatrix}0&-{\frac {bd}{c}}\\{\frac {ac}{b}}&0\end{pmatrix}}{\begin{pmatrix}x\\y\end{pmatrix}}}
固有値は {\displaystyle \pm i{\sqrt {ad}}} となる（{\displaystyle i} は虚数単位）。固有値は複素共役の純虚数となっており、平衡点 (d/c, a/b) は渦心点となっている。したがって、平衡点近傍においては、平衡点周りで状態点が近づきも離れもしない、中立安定な平衡点となる。

### アイソクライン法による概略
x と y を変数とする平面（相平面）上で、dx/dt = 0 または dy/dt = 0 を満たす直線に注目することで、個体数がどのような振る舞いを起こしているかの概略を知ることができる。このような手法をアイソクライン法や等傾斜線法と呼ぶ。
相平面で横軸を x、縦軸を y とする。現実の生物では個体数は正の値であるので、x と y の値が正である相平面の第一象限が興味の対象となる。相平面上では、dx/dt = 0 を満たす直線とは y = a/b と x = 0 の直線であり、dy/dt = 0 を満たす直線とは x = d/c と y = 0 の直線である。このような dx/dt = 0 または dy/dt = 0 を満たす直線を アイソクラインや等傾斜線と呼ぶ。前者の直線上では dx/dt = 0 であるから、解曲線がこの直線を通るとき、x の値は変化せず、y の値のみが変化する。よって、解曲線は直線を上下方向（y軸方向）にだけ通過する。そのため、この直線を傾き無限大のアイソクラインと呼ぶ。一方、後者の直線上では dy/dt = 0 であるから、同じ理屈から解曲線はこの直線を左右方向（x軸方向）にだけ通過する。そのため、この直線を傾きゼロのアイソクラインと呼ぶ。
相平面に y = a/b の水平線と x = d/c の鉛直線を描くと、平衡点 (d/c, a/b) で2つの直線は交わり、相平面は4つの領域に分類される。y = a/b の直線より上側の領域では、dx/dt の値は常に負となっている。一方、下側の領域は dx/dt の値は常に正となる。ここで、dx/dt の値が正ということは x の値が増加している状態であり、負ということは x の値が減少している状態である。よって、方程式の解の曲線は、y = a/b の直線より上側の領域では左向きに進み、下側の領域では右向きに進むことが予測できる。
また同様に、x = d/c の直線より左側の領域では dy/dt の値は常に負で、右側の領域は dy/dt の値は常に正となる。これによって上記と同じように、方程式の解の曲線は、x = d/c の直線より左側の領域では下向きに進み、右側の領域では上向きに進むことが予測できる。これらを組み合わせると、解の曲線は、平衡点 (d/c, a/b) を中心にして反時計回りに回転する軌道となっていることが明らかになる。

### 保存量
ロトカ・ヴォルテラの方程式は力学系における保存系に該当し、保存量と呼ばれる量を持つ。式から微分 dx/dy を求めると、
{\displaystyle {\frac {dx}{dy}}={\frac {{dx}/{dt}}{{dy}/{dt}}}={\frac {ax-bxy}{cxy-dy}}}
となる。この変数分離形は
{\displaystyle {\frac {cx-d}{x}}dx={\frac {a-by}{y}}dy}
となり、両辺を積分して
{\displaystyle H=cx+by-d\log x-a\log y}
が得られる。ここで、log は自然対数である。右辺の H は一定の値を取る定数である。この式の意味は、時間経過に従って x と y が色々な値に変化しても、上式で与えられる H の値は常に同じに保たれるということである。このような量は保存量や積分不変量と呼ばれ、保存量を持つ系は保存系と呼ばれる。実際に H を t で微分すると、dH/dt = 0 となり、H が定数であることが確認できる。平衡点 (d/c, a/b) で H は最小値を取り、その値は
{\displaystyle H_{min}=a+d-a\log \left({\frac {a}{b}}\right)-d\log \left({\frac {d}{c}}\right)}
となる。H − Hmin はこの系におけるリアプノフ関数でもある。

### 解曲線と個体数振動

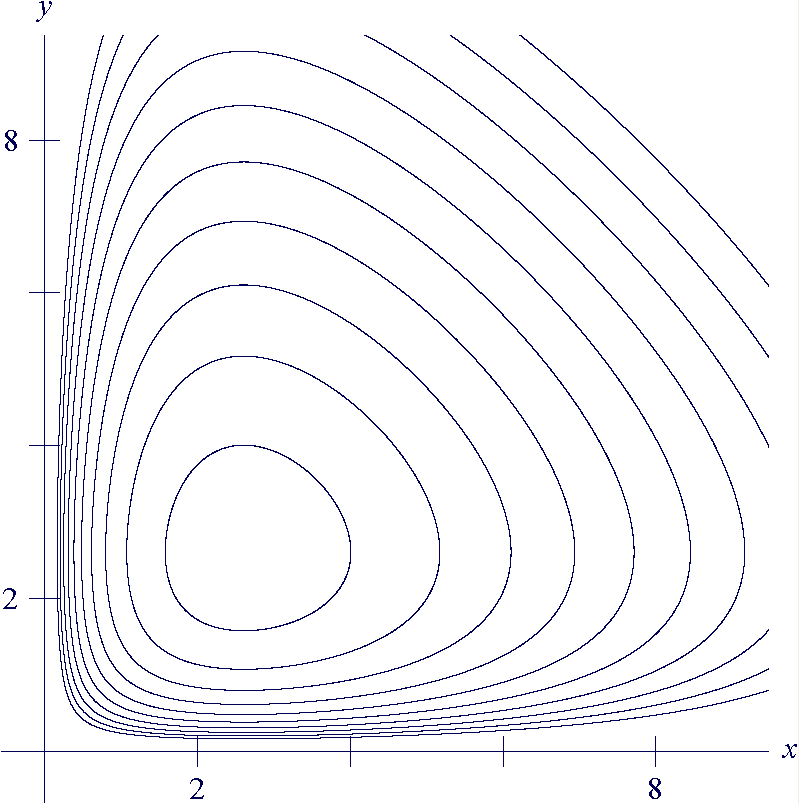
解曲線は平衡点 (d/c, a/b) を周回する閉曲線となっており、1つの閉曲線が一意の保存量を持つ。初期値によってどの閉曲線となるかが決定される

x-y相平面に高さ軸 H を加え、保存量 H と各閉曲線の関係を3次元的に示した図

上記のアイソクライン法による解析だけでは、解曲線の形状は確定しない。解曲線は、平衡点 (d/c, a/b) を中心に反時計回りに回転していることは分かったが、平衡点を中心としてそこから離れていく渦巻形状なのか、逆に平衡点へ近づいていく渦巻形状なのか、あるいは円や楕円のように一周して元の点に戻る閉曲線なのか、などの可能性がある。ロトカ・ヴォルテラの方程式の解は、これらの中の閉曲線に該当し、相平面の第一象限上で解曲線は平衡点 (d/c, a/b) を中心にして一周する閉じた軌道を描く。これは、前述の保存量 H の存在などから証明される。
解曲線の形状は、純粋な円や楕円というよりは卵のような形となっている。どの大きさの軌道を取るかは、被食者 x と捕食者 y の初期値 x0, y0 によって決まる。保存量 H の値は初期値 x0, y0 によって決まり、H の各値に1つの閉曲線が対応する。さらに、x と y の１周期中の平均量を計算すると、それらの値は、それぞれの平衡点 d/c と a/b に一致する。

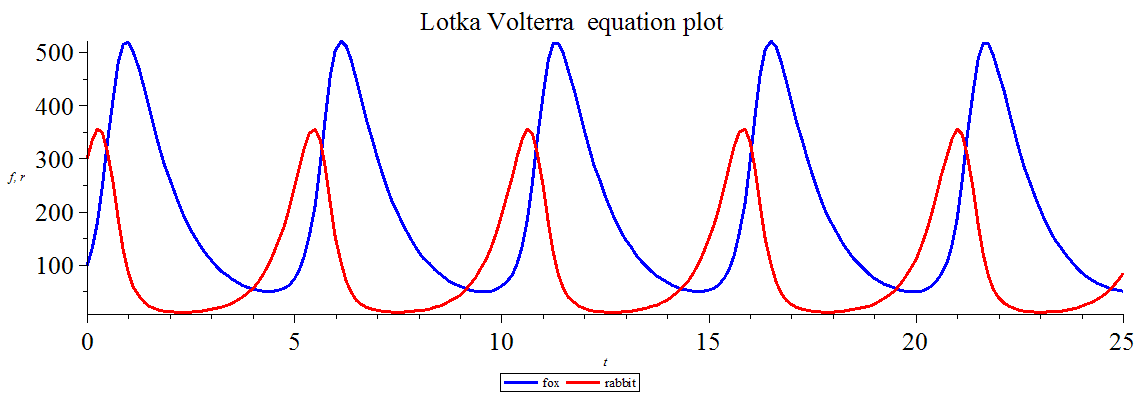
縦軸は個体数、横軸は時間で、捕食者（青）と被食者（赤）の個体数変動の時間変化を示している

解曲線が閉じた曲線であることは、被食者と捕食者の個体数は一定周期で振動していることも意味する。個体数の時間発展波形は複雑な形状となる。捕食者と被食者の個体数変動の位相は1/4周期ほどずれており、
1. 被食者増加後に、捕食者増加
2. 捕食者増加後に、被食者減少
3. 被食者減少後に、捕食者減少
4. 捕食者減少後に、被食者増加

という変動の繰り返しを示す。
個体数の範囲を平衡点近傍に限り、線形安定解析によって近似的な解析を行えば、それぞれの個体数変動の振動数を得ることもできる。このときの x と y は、上記の保存量 H と同じように、次のような関係で表される。
{\displaystyle C={\frac {a^{2}c^{2}}{b^{2}}}x^{2}+ady^{2}.}
ここで、C は一定値である。また、それぞれの個体数変動の振動数 ω あるいは周期 T は
{\displaystyle \omega ={\sqrt {ad}},\quad T={\frac {2\pi }{\sqrt {ad}}}}
で与えられる。

### 安定性
前述のとおり、点 (d/c, a/b) は中立安定な平衡点となっている。その周りに存在し得る軌道も初期値によって一つに決定され、一定の閉曲線を保ち続ける。すなわち、平衡点以外の軌道も、そこから離れも近づきもしない状態となっている。被食者も捕食者も絶滅することはなく、一方で、どちらの個体数も際限なく増え続けるということもない。
これは、系の外部から小さな乱れが加わった場合には、元の軌道から離れ、元に戻らないことも意味している。このような性質を「構造的に不安定」などという。現実にある多くの系を考えると、構造的に不安定であることは非現実的であることも多い。そのためより現実に合うようにモデルの改善が模索され、例えば、大域的に安定なリミットサイクルとなるようにモデルの修正がされる。

## 実際の生物における例

### ダンコナとヴォルテラの研究

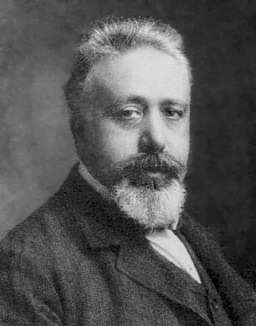
ヴィト・ヴォルテラ (Vito Volterra)

イタリアの生態学者ウンベルト・ダンコナ(Umberto D'Ancona) は、漁業操業が低下した第一次世界大戦中に食用魚よりもサメなどの軟骨魚の年間漁獲率が増加したことに疑問を持った。これについてヴィト・ヴォルテラに相談を持ち掛け、ヴォルテラがこの現象を説明するためのモデル作成に取り組んだことが、ヴォルテラがロトカ・ヴォルテラの方程式を発案したきっかけである。
ヴォルテラは、食用魚が被食者、軟骨魚が捕食者としてモデル（ロトカ・ヴォルテラの方程式）を作成した。上記で説明したように、被食者の平均個体数は d/c で、捕食者の平均個体数は a/b である。漁業操業が行われており食用魚も軟骨魚も漁獲されているとすると、その効果は食用魚自然増加率の a を小さくして、軟骨魚自然減少率の d を大きくするように働くと考えることができる。通常の操業量からある時期から操業量が低下したとする。これによって、通常の操業状態と相対的にみると、 a が大きくなり、 d が小さくなったということになる。したがって操業量低下により、被食者の平均個体数は減少し、捕食者の平均個体数が増加するということになる。これがダンコナの疑問に対するヴォルテラの説明である。

### 周期的変動の例

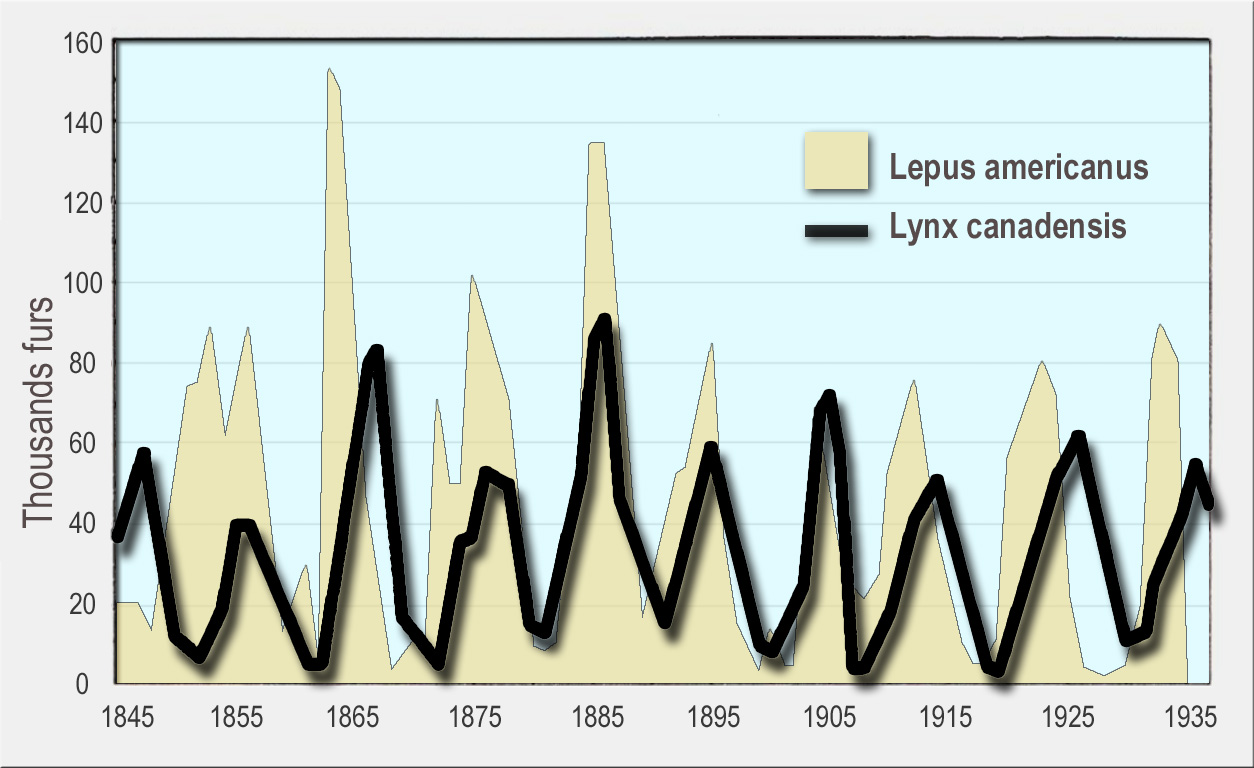
カンジキウサギとカナダオオヤマネコの捕獲頭数記録 (1845年-1935年)

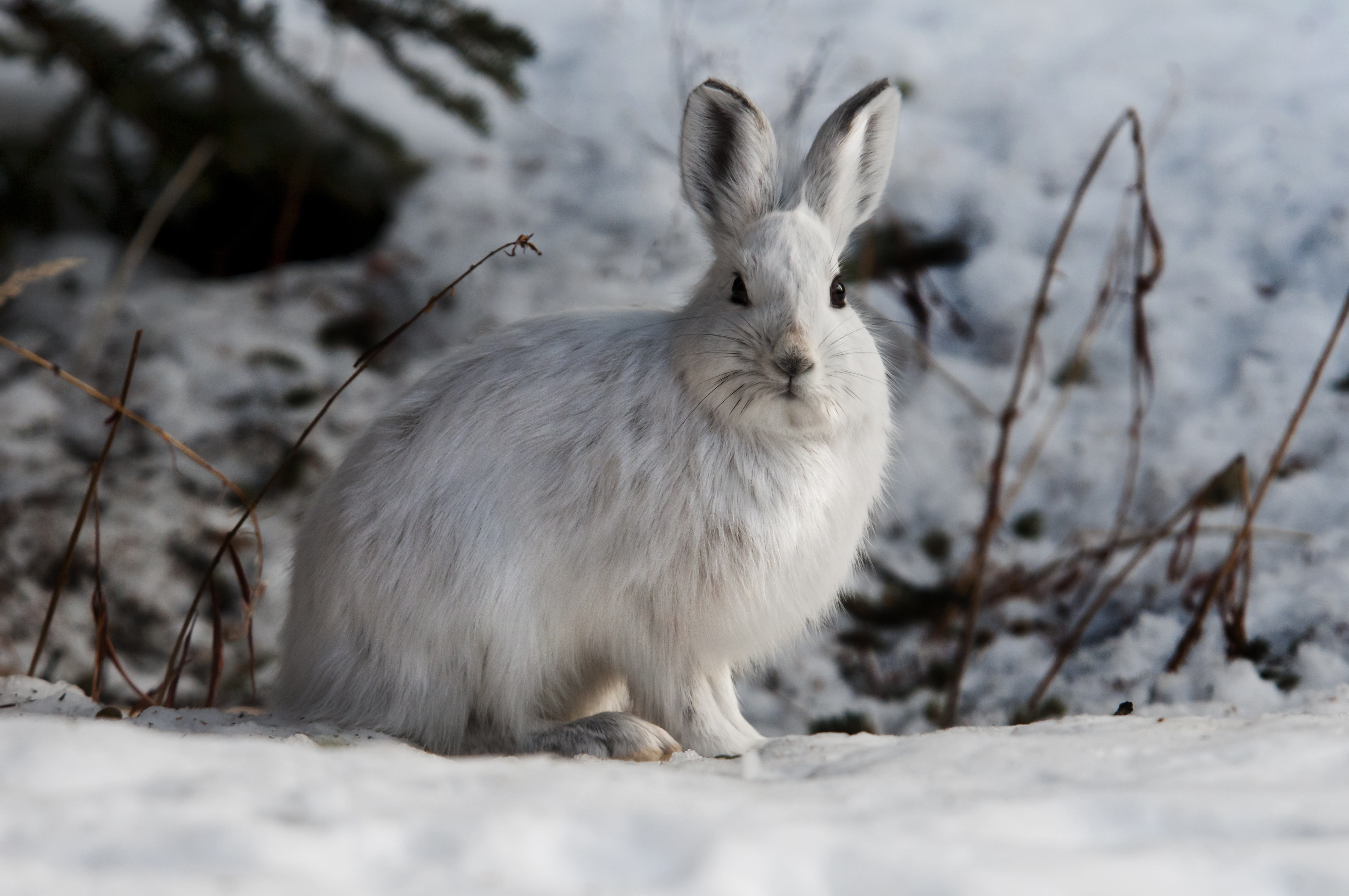
カンジキウサギ

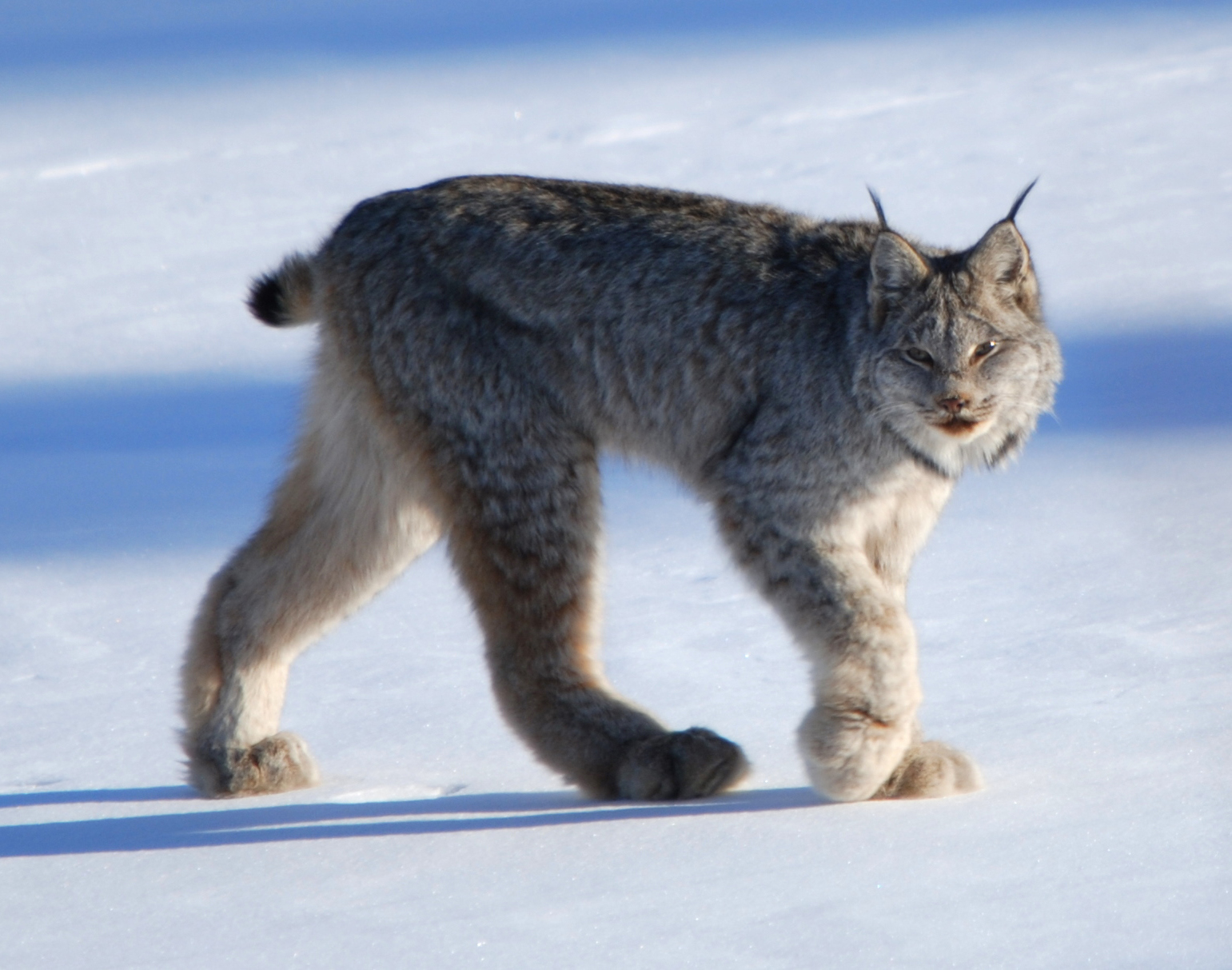
カナダオオヤマネコ

ロトカ・ヴォルテラの方程式で示された、被食者と捕食者の個体数が位相差を持ちながら一定振動を続ける振る舞いに近いといえる例は、実際の生物においていくつか確認されている。
野外環境における例としては、カナダにおいて、カンジキウサギとその捕食者であるカナダオオヤマネコの個体数が長期間にわたって振動していたデータがよく挙げられる。2つの個体数振動は、周期はほぼ同じで、位相は少しずれている。ただし、このデータは個体数を直接観測したものではなく、毛皮取引を行っていたハドソン湾会社による1845年から1935年までのカンジキウサギとカナダオオヤマネコの毛皮捕獲記録から、間接的に生息個体数を推定したものである。また、1973年のギルピン(M. E. Gilpin) による解析によれば、これらの個体数変動を相平面上にプロットすると軌道が時計回りとなっており、カンジキウサギがカナダオオヤマネコを捕食していると解釈できる奇妙な結果となっている。
環境を制御した飼育実験における例としては、ハフェイカー(C. B. Huffaker) によるコウノシロハダニとその捕食者であるカブリダニによる飼育実験、内田俊郎によるアズキゾウムシとその寄生者であるコマユバチによる飼育実験のデータが挙げられる。ハフェイカーの実験では、単純な環境だと捕食が早すぎてどちらかの絶滅が起きてしまった。そのため、橋を設けたり扇風機を回したり環境を複雑にすることで、長期間にわたってそれぞれの個体数が振動しながら共存するデータを得ている。

## モデルの改良
現実にある多くの系を考えると、ロトカ・ヴォルテラの方程式
{\displaystyle {\begin{aligned}{\frac {dx}{dt}}&=ax-bxy,\\{\frac {dy}{dt}}&=cxy-dy\\\end{aligned}}}
は単純過ぎる部分がある。そのため、ロトカ・ヴォルテラの方程式を基礎としつつ、色々なモデルの研究がされてきた。以下はその一例である。
問題点としてまず挙げられるのは、捕食者がいないときの被食者の増殖速度が ax となっており、青天井で増加し続ける点である。実際の系では、ロジスティック方程式のように、ある程度以上増加したら資源不足などが発生し、その増殖速度にブレーキがかかると考えるのが合理的である。これを考慮に入れて、例えば、第1式の右辺第1項 ax をロジスティック型の ax(1 − x/K) に置き換えたモデルが考えられる。ここで K は正の定数で、ロジスティックモデルにおける環境収容力である。
また、被食者数に比例して無制限に捕食者増殖速度が増加する点も不自然である。これもある程度以上で飽和すると考えられる。そのため、第1式の右辺第2項 −bxy を −bxy/(1 + hx) などと変形することが考えられる。ここで h は正の定数で、x が増加してもこの項による捕食者1個体当たり増殖速度は b/h で飽和する。

## ロトカ・ヴォルテラの競争モデル
類似のロトカ・ヴォルテラの競争モデル
{\displaystyle {\begin{aligned}{\frac {dx}{dt}}&=r_{1}x\,{\frac {K_{1}-x-a_{21}y}{K_{1}}},\\{\frac {dy}{dt}}&=r_{2}y\,{\frac {K_{2}-y-a_{12}x}{K_{2}}}\end{aligned}}}
に関しては、ロトカ・ヴォルテラの競争方程式を参照。このモデルは、2種の個体群が捕食-被食関係というよりも競争関係にある場合を表している。このモデルも単にロトカ‐ヴォルテラの式などと呼ばれることもある。
ロトカ・ヴォルテラの競争モデルの解は捕食者-被食者モデルの場合と様相が異なり、それぞれの個体数 x, y が周期変動しながら共存する解は存在しない。係数の値が K1 < K2/a21 かつ K2 < K1/a12 を満たすとき、x と y は平衡点に収束し、それぞれの種が個体数一定で共存する。それ以外の場合にはどちらかの種が絶滅し、残った種の個体数は環境収容力 K1 または K2 に落ち着く。